# Axinellida
Ordre
Les Axinellida sont un ordre d'éponges marines. L'utilisation taxinomique de cet ordre résulte d'une nouvelle description effectuée en 2012.

## Liste des familles
Selon World Register of Marine Species (20 mai 2016) :
- famille Axinellidae Carter, 1875
- famille Heteroxyidae Dendy, 1905
- famille Raspailiidae Nardo, 1833
- famille Stelligeridae Lendenfeld, 1898